# Diego Colón Moniz
Diego Colón Moniz Perestrello (Porto Santo, 1479 - La Puebla de Montalbán, 1526), administrador colonial, fill i successor de Cristòfor Colom en l'Almirallat, virregnat i govern de les Índies, amb seu a Santo Domingo de Guzmán, capital de l'actual República Dominicana.

## Dades biogràfiques
Va ser fill de Cristòfor Colom i de la seva esposa Felipa Moniz, noble portuguesa filla del capità donatari de l'illa de Porto Santo.
Morta la seva mare, sent molt nen, va estar a prop del seu pare en els seus continus viatges i, a partir de 1485, també per Espanya. El futur almirall procurar una mica d'assossec al seu fill, gràcies a la seva convivència amb la cordovesa Beatriz Enríquez de Arana.
Després, durant alguns anys va servir de patge a la cort dels Reis Catòlics, inicialment ho feu com a patge del príncep Joan, essent aquesta una de les condicions recollides en les capitulacions signades entre el seu pare i el reis, a la mort d'aquest el 1498, passà a ser-ho de la reina Isabel.
La mort del seu pare, Cristòfor el maig de 1506, el va convertir en hereu dels seus privilegis a Amèrica. Tanmateix, el rei Ferran el Catòlic es va negar en un primer moment a traspassar tots els drets de l'Almirall, i va nomenar governador de La Hispaniola. En aquest mateix any Diego Colón es va casar amb María de Toledo, filla del II Senyor de Mancera, i va partir des de Cadis per La Hispaniola, on va arribar el juliol de 1509, substituint en el càrrec a Nicolás de Ovando.
Ràpidament va canviar a la cúpula administrativa i militar de Ovando i entaular un plet amb la corona que va ser resolt mitjançant sentència en la qual se li reconeixien drets com a virrei, però amb jurisdicció limitada per aquells territoris que haguessin estat descoberts oficialment pel seu pare.
Somiava crear una societat estamental i una República d'Indis, per la qual cosa utilitzaria els repartiments d'indis, única riquesa tangible de l'illa, distribuint al seu antull, amb l'objecte de premiar els seus amics, creant així diferències socials. Una altra política que va seguir, per ampliar el seu poder, va forçar l'emigració d'espanyols a altres illes, a fi d'alleugerir la pressió demogràfica que patia La Hispaniola, i de tractar d'ampliar els seus dominis en altres illes, com Cuba a la qual va enviar al seu lloctinent Diego Velázquez de Cuéllar; Jamaica o Puerto Rico, que serien definitivament conquerides.
Com a conseqüència de l'actitud de Diego, es van crear dos partits a Amèrica, per una banda, els cavallers, veterans del descobriment i els seus principals aliats, i, per altra, els realistes, format per funcionaris reials i defensors d'una societat igualitària.
L'actitud de Diego Colón va provocar greus enfrontaments a les illes descobertes, i no va aportar res en l'exploració de Terra Ferma, encara que sí que va aconseguir que es descobrís l'oceà Pacífic per Núñez de Balboa, i d'aquesta manera obrir la possibilitat d'expansió cap al sud.
Vista la tensió existent rei Ferran el va fer venir a Espanya a finals de 1514 i el va substituir.
Va morir a 1526 a La Puebla de Montalbán (Toledo). El seu fill i hereu Luis Colón de Toledo va ser el primer duc de Veragua, títol que va obtenir a canvi de cedir els seus drets a la corona.